# Moka (série télévisée d'animation)
Pour les articles homonymes, voir Moka.
Moka est une série télévisée d'animation française, en 78 épisodes de 7 minutes, réalisée par Andrés Fernández,, produite par Xilam et diffusée depuis le 4 janvier 2020 sur Gulli et rediffusée depuis 2021 sur Boomerang.

## Synopsis
Moka est le fils du roi de la savane. Naïf et intrépide, il décide de partir en exploration dans son vaste royaume. Afin d'assurer la protection du petit croco, il est accompagné de la rhinocéros Cerise qui fait partie de la garde royale. Son courage lui sera utile afin de résoudre les différentes situations impossibles dans lesquelles Moka se plonge.

## Distribution

### Voix françaises
- Dorothée Pousséo : Moka
- Olivia Luccioni : Cerise

 Source et légende : version française (VF) sur RS Doublage

## Épisodes
| Numéro | Titre                                      | Scénario                         | Storyboard                      |
| ------ | ------------------------------------------ | -------------------------------- | ------------------------------- |
| 1      | Koushka et les Lionnes Guerrières          | Andrès Fernandez                 | Andrès Fernandez                |
| 2      | Mouton dans la Brume                       | Fanny Courtillot                 | Anh Tu Cao                      |
| 3      | La Baie du Péril                           | Andrès Fernandez                 | Andrès Fernandez                |
| 4      | Le Blizzard de l’Oubli                     | Sophie Lodwitz                   | Laury Rovelli                   |
| 5      | Le Trésor Oublié de l’Oasis                | Antoine Colomb                   | Richard Méril                   |
| 6      | L’Inéluctable Envol de l’Albatros          | Antoine Colomb                   | Aude Massot                     |
| 7      | La Maladie du Malheur                      | Fanny Courtillot                 | Louis Musso                     |
| 8      | À la Poursuite du Fruit du Héros           | Antoine Colomb                   | Richard Méril                   |
| 9      | La Légendaire Armure des Anciens           | Jordan Raux                      | Louis Musso                     |
| 10     | L’Insondable Cratère des Souvenirs         | Victor Coutard                   | Richard Méril                   |
| 11     | Les Glorieux Guerries de Bouckenberg       | Victor Coutard                   | Anh Tu Cao                      |
| 12     | L’Implacable Avancée de la Tortue          | Alice Boucherit                  | Fabrice Guével                  |
| 13     | Le Canyon au Vent Hurlant                  | Jordan Raux                      | Louis Musso                     |
| 14     | Le Prince et la Licorne Fabuleuse          | Antoine Colomb                   | Laury Rovelli                   |
| 15     | Le Piège Sournois de l’Araignée            | Patrick Imbert                   | Anh Tu Cao                      |
| 16     | La Bille Merveilleuse des Grottes de Nacre | Julien Dinse                     | Cédric Dietsch                  |
| 17     | Les Aventurières de l’Amitié Perdue        | Sophie Lodwitz                   | Aude Massot                     |
| 18     | L’Impitoyable Désert de l’Inconfort        | Fanny Courtillot                 | Andrès Fernandez                |
| 19     | Les Cruels Cristaux de la Querelle         | Fanny Courtillot                 | Laury Rovelli                   |
| 20     | L’Impossible Bain du Prince Moka           | Jordan Raux                      | Fabrice Guével                  |
| 21     | La Danse du Désert Desséchant              | Antoine Colomb                   | Amaury Allaire                  |
| 22     | La Grande Traversée du Capitaine Moka      | Julien Dinse                     | Amaury Allaire                  |
| 23     | L’Auberge du Dernier Festin                | Victor Coutard                   | Anh Tu Cao                      |
| 24     | L’Énigme de la Noix Mystérieuse            | Cédric Stephan                   | Rémi Zaarour                    |
| 25     | L’Appel de la Forêt Millénaire             | Pierre Le Gall Thomas Mazingue   | Richard Méril                   |
| 26     | Le Marécage des Enfantillages              | Fanny Courtillot                 | Fabrice Guével                  |
| 27     | Le Secret du Gouffre sans Nom              | Sophie Lodwitz                   | Laury Rovelli                   |
| 28     | La Nuit du Gargantueur                     | Julien Dinse                     | Aude Massot                     |
| 29     | La Cascade dont on ne Revient Jamais       | Alice Boucherit                  | Boris Guilloteau                |
| 30     | Le Casse-Tête du Cadeau Parfait            | Pierre Le Gall Thomas Mazingue   | Christophe Pinto                |
| 31     | La Question de Takotak                     | Julien Dinse                     | Richard Méril                   |
| 32     | L’Épouvantable Enlèvement du Prince        | Patrick Imbert                   | Boris Guilloteau                |
| 33     | Le Nuage de la Métamorfoudre               | Fanny Courtillot                 | Anh Tu Cao                      |
| 34     | Le Conte de la Carte des Anciens           | Antoine Colomb                   | Anh Tu Cao                      |
| 35     | La Marque des Héros                        | Cédric Stephan                   | Anh Tu Cao                      |
| 36     | L’Insoutenable Ascension des Frissons      | Julien Dinse                     | Fabrice Guével                  |
| 37     | La Technique Secrète de Tamarok            | Antoine Colomb                   | Richard Méril                   |
| 38     | Le Sac des Mille et Un Trésors             | Fanny Courtillot                 | Louis Musso                     |
| 39     | Le Territoire des Taupes Terrifiantes      | Chloé Sastre Romain Gadiou       | Fabrice Guével                  |
| 40     | L’Héritier de l’Impératrice des Glaces     | Fanny Courtillot                 | Christophe Pinto                |
| 41     | Le Pic du Vertige Ultime                   | Chloé Sastre Romain Gadiou       | Boris Gulloteau                 |
| 42     | L’Orgueil de la Naufragé                   | Antoine Colomb                   | Richard Méril                   |
| 43     | La Criminelle des Grands Terriers          | Patrick Imbert                   | Christophe Pinto                |
| 44     | Le Pilleur de Pierres Précieuses           | Estelle Yven                     | Richard Méril                   |
| 45     | Raccourci pour les Abîmes                  | Julien Dinse                     | Christophe Pinto                |
| 46     | La Farouche Chevauchée des Gnous           | Baljeet Rai                      | Andrès Fernandez Cédric Dietsch |
| 47     | La Forêt Enchantée de Gunman               | Cédric Stephan                   | Anh Tu Cao                      |
| 48     | Les Sinistres Sentiers de l’Amnésie        | Julien Dinse                     | Fabrice Guével                  |
| 49     | La Colère de Richie le Conquérant          | Estelle Yven                     | Anh Tu Cao                      |
| 50     | La Boussole de Tous les Dangers            | Pierre Le Gall Thomas Mazingue   | Anh Tu Cao                      |
| 51     | L’Inébranlable Barrage de la Justice       | Julien Dinse                     | Amaury Allaire                  |
| 52     | Le Repos de la Garde Royale                | Pierre Le Gall Thomas Mazingue   | Richard Méril                   |
| 53     | La Bête du Bois des Ombres                 | Antoine Colomb                   | Lucas Pinatel                   |
| 54     | L’Épique Équipe de Cerise et Moka          | Chloé Sastre Romain Gadiou       | Anh Tu Cao                      |
| 55     | La Chasse de la Grande Duchesse            | Léo Bocard                       | Aude Massot                     |
| 56     | Le Retour de la Fille Rebelle              | Alice Boucherit                  | Fabrice Guével                  |
| 57     | L’Acharnement de la Perdante               | Chloé Sastre Romain Gadiou       | Anh Tu Cao                      |
| 58     | Les Coquilles du Cauchemar                 | Sophie Lodwitz                   | Aude Massot                     |
| 59     | La Fugitive et la Garde Déchue             | Fanny Courtillot Julien Dinse    | Amaury Allaire                  |
| 60     | L’Indomptable Diable de Tassie             | Patrick Imbert                   | Amaury Allaire                  |
| 61     | L’Étrange Affaire des Pierres Debout       | Sophie Lodwitz                   | Amaury Allaire                  |
| 62     | Zita de la Tribu des Fennecs               | Fanny Courtillot                 | Richard Méril Louis Musso       |
| 63     | L’Incessante Quête des Brindilles          | Jordan Raux                      | Boris Guilloteau                |
| 64     | Les Pépins du Prince Pastèque              | Cédric Stephan                   | Fabrice Guével                  |
| 65     | Arja contre le Babysitting de l’Horreur    | Sophie Lodwitz                   | Amaury Allaire                  |
| 66     | L’Incroyable Pouvoir de Moka               | Pierre Le Gall Thomas Mazingue   | Lucie Tanon Tchi Arnissolle     |
| 67     | Les Cerises de l’Angoisse                  | Antoine Colomb                   | Amaury Allaire                  |
| 68     | L’Extraordinaire Rencontre du Destin       | Sophie Lodwitz                   | Laury Rovelli                   |
| 69     | La Maîtresse du Bambou Sacré               | Fanny Courtillot Julien Dinse    | Anh Tu Cao                      |
| 70     | L’Amie du Fond des Âges                    | Julien Dinse                     | Richard Méril                   |
| 71     | La Crise de l’Écrasante Couronne           | Fanny Courtillot                 | Christophe Pinto                |
| 72     | Les Évadés de Xanakan                      | Antoine Colomb                   | Fabrice Guével                  |
| 73     | Les Sanglots de l’Insensible Rhino         | Cédric Stephan                   | Fabrice Guével                  |
| 74     | Le Chercheur d’Âme Sœur                    | Fanny Courtillot                 | Aude Massot                     |
| 75     | La Malédiction des Paresseux Parjures      | Julien Dinse Vincent Souchon     | Richard Méril                   |
| 76     | Kushka 1er : la Chute du Roi Gator         | Alice Boucherit Julien Dinse     | Fabrice Guével                  |
| 77     | Kushka 1er : l’Élu des Anciens             | Alice Boucherit Fanny Courtillot | Anh Tu Cao                      |
| 78     | Kushka 1er : l’Union des Héros             | Alice Boucherit Antoine Colomb   | Richard Méril                   |